# Szent Orontius-oszlop
A Szent Orontius-oszlop egy 29 méter magas emlékoszlop Lecce központjában, a Piazza Sant’Oronzón. Szent Orontius tiszteletére emelték, akiről úgy tartják, hogy 1656-ban megmentette a várost a Nápolyi Királyságban tomboló pestistől. Az oszlopot rögtön ezt követően kezdték el építeni a Brindisiből hozott, az egykori Via Appia végét jelző római oszlopok márványdarabjainak felhasználásával. 1666-ban pénzhiány miatt a munkálatok leálltak. 1681-1686 között fejezték be, Giuseppe Zimbalo építész tervei alapján. Az oszlop tetején a szent 1739-ben, Velencében készült szobra áll.